# Biserica de lemn Sfânta Treime din Miheșu de Câmpie

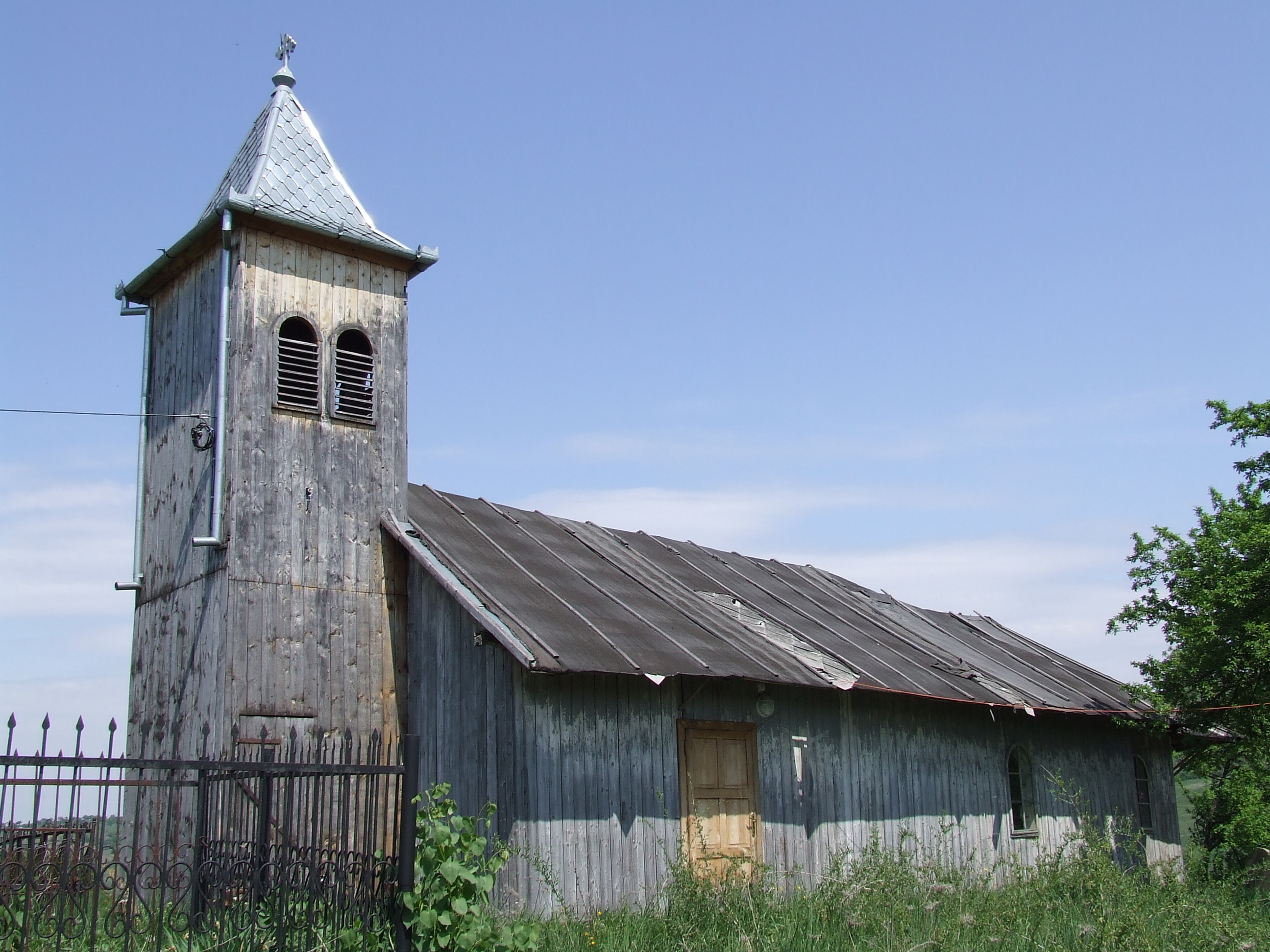
Biserica de lemn "Sfânta Treime" din Miheșu de Câmpie

Biserica de lemn din Miheșu de Câmpie, din comuna cu același nume, județul Mureș. Biserica nu se află pe noua listă a monumentelor istorice. Are hramul "Sfânta Treime" și este folosită de comunitatea greco-catolică.

## Istoric și trăsături
Lăcașul de cult a fost edificat în anul 1806. Cel care începuse construirea lăcașului a fost tatăl preotului de atunci, Constantin Roșca. Acesta îi adresa episcopului Ioan Bob o scrisoare, rugându-l să intervină la Sibiu pentru clopote. În 1886 și ulterior, a suferit importante lucrări de reparații care i-au schimbat aspectul originar: este îmbrăcată cu scânduri la exterior, iar la interior cu mușama; o clopotniță din scânduri a fost alipită fațadei de vest. Are un plan dreptunghiular, cu absida decroșată, poligonală, cu cinci laturi. Nava și altarul sunt acoperite de câte o boltă semicilindrică.